# آلا آندرئاسیان
آلا یگوری آندرئاسیان (ارمنی: Ալլա Եգորի Անդրեասյան؛  ۳۱ دسامبر ۱۹۱۷ – ۱۱ دسامبر ۲۰۰۳) یک بازیگر اهل ارمنستان بود. وی بین سال‌های - تا - میلادی فعالیت می‌کرد.

## زندگی‌نامه
وی در ۳۱ دسامبر ۱۹۱۷ در تاشکند به دنیا آمد و از کنسرواتوار دولتی کومیتاس ایروان (۱۹۵۰) فارغ‌التحصیل شد. وی در تئاتر روسی استانیسلاوسکی ایروان و تئاتر کمدی موزیکال پارونیان فعالیت می‌کرد. وی همچنین برندهٔ جوایزی همچون هنرمند مردمی ارمنستان شوروی (۱۹۶۷) شده‌است. وی در ۱۱ دسامبر ۲۰۰۳ در سن ۸۵ سالگی در ایروان درگذشت.